# 조민철
조민철(1979년 6월 8일 ~ )은 KIA 타이거즈의 전 야구 선수다.

## 출신 학교
- 광주동성고등학교
- 대불대학교

## 같이 보기
- 2002년 KIA 타이거즈 시즌